# XM174
XM174 — американський експериментальний автоматичний гранатомет, розроблений у 1968 році компанією Aerojet Ordnance Manufacturing Company на базі кулемета Browning M1919 і гранатомета M79 під 40×46 мм гранату.
160 зразків використовувались Збройними Силами США для прикриття аеродромів під час В'єтнамської війни, де вони ставились на спеціальні триноги або на техніку (автомобілі, літаки). XM174 заряджався 12 40-мм гранатами. Всі 12 гранат могли випускатися чергою, причому перша граната падала після того, як вистрілює остання. Гранатомет також мав напівавтоматичний режим вогню.